# Yasunori Takada
Yasunori Takada (jap. 高田 保則, Takada Yasunori; * 22. Februar 1979 in Yokohama) ist ein ehemaliger japanischer Fußballspieler.

## Laufbahn
Während der Oberschule spielte Takada in der Jugendmannschaft des Erstligisten Shonan Bellmare und wurde von diesem Verein nach seinem Schulabschluss 1997 unter Vertrag genommen. Nach einem kurzen Intermezzo 2005 beim Yokohama FC, wechselte er 2006 zu Thespa Kusatsu, wo er 2010 seine Karriere beendete.
Mit der japanischen Nationalmannschaft qualifizierte er sich für die Junioren-Fußballweltmeisterschaft 1999.